# Lucius Cornelius Sisenna
Lucius Cornelius Sisenna (120 - 67 v.Chr., Kreta) was een Romeins militair en schrijver.
Hij maakte zich een naam als schrijver van Romeinse annalen. Ook schijnt hij verklaringen te hebben geschreven op de blijspelen van Plautus, en vertaalde waarschijnlijk de Milesische vertellingen (Milesiae fabulae) van Aristides van Milete uit het Grieks in het Latijn. Cicero maakt met veel lof gewag van de zeer geleerde man.
Hij stierf als legatus van Pompeius op het eiland Kreta in 67 v.Chr. tijdens de Derde Mithridatische Oorlog.

## Referentie
- art. Sisenna, in F. Lübker - trad. ed. J.D. Van Hoëvell, Classisch Woordenboek van Kunsten en Wetenschappen, Rotterdam, 1857, p. 889.